# Палладийнеодим
Палладийнеодим — бинарное неорганическое соединение
палладия и неодима
с формулой NdPd,
кристаллы.

## Получение
- Сплавление стехиометрических количеств чистых веществ:

{\displaystyle {\mathsf {Pd+Nd\ {\xrightarrow {953^{o}C}}\ NdPd}}}

## Физические свойства
Палладийнеодим образует кристаллы
ромбической сингонии,
пространственная группа C mcm,
параметры ячейки a = 0,3832 нм, b = 1,0776 нм, c = 0,4609 нм, Z = 4,
структура типа борида хрома CrB
.
Соединение конгруэнтно плавится при температуре 953°С (1040°С).
При температуре 706°С (или 1030°С) в соединении происходит фазовый переход.